# Alethea Sedgman
Alethea Nevada Sedgman (Carlton, 24 gennaio 1994) è una tiratrice a segno australiana.
Ai Giochi del Commonwealth del 2010 ha vinto la medaglia d'oro nella specialità femminile della carabina sportiva tre posizioni sui 50 metri. Ha rappresentato l'Australia anche ai giochi olimpici del 2012 nella specialità della carabina ad aria compressa sui 10 metri.

## Biografia
Sedgman è nata il 24 gennaio 1994 a Carlton, in Australia, ed è cresciuta in una fattoria dello stato di Victoria. Ha frequentato la Natimuk Primary School prima di iscriversi all'Horsham College. Nel 2010 ha conseguito il diploma statale in letteratura inglese. Attualmente (2012) vive a Natimuk (Victoria).
Sedgman è alta 179 cm, pesa 65 kg ed ha una relazione col collega di Perth Chris Gulvin, anch'egli tiratore.
È una lontana parente dell'ex tennista Frank Sedgman, già vincitore di 22 titoli del Grande Slam tra singolo, doppio e doppio misto.

## Tiro a segno
Sedgman è una tiratrice specializzata nella carabina. Fa parte della società Horsham Smallbore Club ed è allenata da Petr Kurka dal 2009. Ha ottenuto una borsa di studio per il tiro a segno dal Victorian Institute of Sport. È diventata tiratrice senior nel 2009 e nel 2010 ha rappresentato l'Australia ai campionati mondiali di tiro di Monaco di Baviera.
Sedgman ha partecipato anche ai Giochi del Commonwealth 2010 svoltisi a Delhi, India, dove ha conquistato una medaglia d'oro, all'età di 16 anni, nella specialità femminile della carabina sportiva tre posizioni sui 50 metri. Ha vinto il suo oro, il primo nel tiro per l'Australia, con un punteggio di 676 punti.
Sedgman ha concluso seconda nella carabina sportiva tre posizioni, e quarta nella carabina ad aria compressa sui 10 metri a terra nei campionati dell'Oceania 2011 a Sydney. Si è classificata 23ª e 24ª nella carabina ad aria junior sui 10 metri al Pilzen Grand Prix 2012 di Plzeň, Repubblica Ceca. Nel 2012, alla Meyton Cup del Tirolo (Austria), ha concluso 4ª e 18ª nella carabina junior sui 10 metri. Ha conquistato il 42º posto nella carabina ad aria compressa junior sui 10 metri all'IWK (Internationaler Wettkampf, "concorso internazionale") di Monaco di Baviera del 2012.

### Giochi olimpici
Sedgman è stata scelta per rappresentare l'Australia ai giochi olimpici di Londra 2012 nel tiro a segno all'età di 18 anni.
L'Australia aveva diritto ad un partecipante al tiro a segno per Londra 2012 e la scelta era tra Gulvin e Sedgman. La Sedgman è stata scelta al posto del suo compagno dato che l'Australian International Shooting ha preferito partecipare alla gara femminile.
La gara nella quale si è cimentata è stata la carabina 10 metri aria compressa, disputatasi al Royal Artillery Barracks il 28 luglio 2012 e conclusa al 52º posto.

## Palmarès

### Campionati oceaniani
- 1 medaglia:
  - 1 argento (carabina 50 metri 3 posizioni a Sidney 2011).

### Giochi del Commonwealth
- 1 medaglia:
  - 1 oro (carabina 50 metri 3 posizioni a Delhi 2010).